# 王道 (正德辛未進士)
王道（1487年—1547年），字純甫，號順渠，山東武城縣人，軍籍，明朝政治人物、心學家。

## 生平
弘治十七年（1504年）甲子科山東鄉試第四十七名，正德六年（1511年）辛未科進士。為王守仁門生。王道授翰林院庶吉士。因山东盗贼数起，王道欲攜家人去南方避居，申请調南方为官，後獲准，改任应天府儒学教授。改南京禮部主事，改吏部验封司主事，前後在吏部十年。以大學士方獻夫推薦，擢春坊左谕德，堅辭獲准，以病歸。一年後，起為南京國子監祭酒，不久又以病乞歸獲准，家居十三年。
嘉靖二十五年（1546年），起為南京太常寺卿，尚未履任，又遷南京戶部侍郎，隨即改禮部侍郎。官至吏部右侍郎，卒於任。贈禮部尚書，諡文定。

## 成就
王道先後從學王守仁、湛若水，對心學理論頗有損益，是北方心学的代表人物。

## 家族
曾祖父王復禮；祖父王綸；父親王琮，赠吏部郎中。母李氏；繼母劉氏；繼母于氏。重庆下。

### 引文
1. ↑  张朝瑞. . 《续修四库全书》史部第828册.
2. ↑  鲁小俊，江俊伟. . 武汉: 武汉大学出版社. 2009. ISBN 978-7-307-07043-1.
3. ↑  《明故吏部右侍郎王公神道碑》：吏部侍郎王公，讳道，字纯甫，山东武城人也。公之行义孚于乡，而闻誉重于当世，伟矣。昔在正德辛未之岁举进士，选入中秘。时山东寇乱，欲奉祖母避地江南，上疏乞补学职，词极恳切，得应天学教授。居应天学二载，升南京仪部主事，召改吏部验封，历考功、文选，中更忧制，前后在吏部十年，雅操端洁。大学士西樵方公上言：「王某学行纯正，识度宏远，可备宫僚劝讲之职。」乃擢春坊左谕德。公引疾固辞曰：「朝廷以名器为重，不轻假人以不次之官；而人臣惟义分是，安当致谨于非分之获。伏望收回成命。」庶大臣所荐，虽不得经明行修之士，犹不失安分知耻之人。于是得旨，允以病归。公虽去，而名益高。士大夫日跂其复用。居一载，起为南京国子祭酒，未几，又以疾乞归。自是一意家居，屏迹城府，读书讲学、种树灌园以自适，盖不通仕籍者十有三年。而当是时，自公卿以至台谏，荐疏日至。嘉靖丙午，起为南京太常卿，未至，迁南京户部侍郎，寻改礼侍，召掌北雍。履任三月，改吏部右侍郎，然仅阅月，公以属疾，遂不起矣。公貌厚而气温，学笃而志远，始也驰骋词翰，既而叹曰：「此无益也。」乃遂研精于义理之学，取宋儒程朱书读之，既又取论语一部，反复潜玩，有悦于心，曰圣门平实简易之学，固如是也。公虽潜心理学，而见世之立门户相标榜者，则深耻之。尝言：「汉以前无名道学者。其人品如张文成、曹相国、黄叔度、管幼安，皆真道学之流。虽老、释二氏亦各有所见，不可厚非。凡其言议，不随时苟同，故能表见辈流大自树立，不为利害所动，进退从容。」累迁铨曹，两任国子，执法端教，表率人才，期于俗变风美。入官虽久，自奉如寒素。是以君子察其行而考其言，推其用心而需其柄，用以福生民，利国家，而天不愸遗，遽云以殁。呜呼！夫岂斯人之不幸哉！公所著书有《大学亿》《老子亿》《易书诗春秋等亿》《诸史论断》《大学衍义论断》《批点六子书》及韩柳欧苏文若干卷。公于书无所不读，精择强记，妙契疾书，其所论著，义理深刻，剖决明当，自阴阳、律历、医卜、农桑、刑名、地志之类，靡不通贯晓悉焉。曾祖讳复礼；祖讳纶；考讳琮，赠吏部郎中，配李氏，生公。公生成化丁未，享年六十有一，卒嘉靖丁未七月二十一日。讣闻，诏赐祭葬如例。元配李氏，封宜人；继张氏。子男三人，长幼康，举于乡；次幼广、幼庶，女适曹佩。往予承乏吏部，以侍郎掌部事时，公为验封郎中，特越常序，奏改公为文选，予以此忤用事者。至是，幼康以神道之文为请，曰「知先人者莫如公」，然则非余谁宜铭。铭曰：世每迁诱袭利惛见所可赴若湍奔往往竞取以争喧有笃君子视浮云避远声利耳不闻退然雅志乐丘樊玩心高明究典坟卓尔大雅寔不群成均铨署杨令芬贪者可廉薄使敦翩兮谢世遗垢氛有考其不在斯文。
4. ↑  《明儒學案·甘泉學案六·文定王順渠先生道》
5. ↑  龚延明主编 (编). . 宁波: 宁波出版社. 2016. ISBN 978-7-5526-2320-8. 《天一閣藏明代科舉錄選刊.登科錄》之《正德六年辛未科進士登科錄》

### 書目
- 嚴嵩，<明故吏部右侍郎王公神道碑>，《钤山堂集·卷第三十七》
- 《明儒学案》